# Саркисян, Арам Завенович
Арам Завенович Саркисян (также Саргсян, арм. Արամ Զավենի Սարգսյան; род. 2 января 1961, Арарат) — армянский государственный деятель, премьер-министр Армении в 1999—2000 годах, младший брат убитого премьер-министра Армении Вазгена Саргсяна.

## Биография
1967—1977 — Араратская сельская школа.
1977—1980 — Ереванское художественное училище.
1984—1989 — архитектурно-строительный факультет Ереванского политехнического института. Инженер-строитель.
1980—1982 — служил в советской армии. Участвовал в боях по защите границ Армении, член ДСЕ.
1989—1993 — работал в тресте «Араратпромстрой» десятником, заведующим лабораторией, заместителем главного инженера, главным инженером.
1993—1999 — работал в объединении «Араратцемент» помощником директора, заместителем генерального директора, административным директором, директором, генеральным директором.
1999—2000 — был премьер-министром Армении.
1999—2001 — был членом партии «РПА», а в 2001 году — основал и возглавил партию «Республика».
2000—2002 — генеральный директор ГЗАО «Араратцемент».
2003 — был кандидатом в президенты Армении.
2003—2007 — депутат парламента. Член постоянной комиссии по финансово-бюджетным, кредитным и экономическим вопросам. Член партии «Республика».